# Las nuevas aventuras de Spider-Man
Spider-Man (en Hispanoamérica: Las Nuevas Aventuras del Hombre Araña) es la segunda serie de dibujos animados de Spider-Man en aparecer después de la serie clásica de 1967. Se emitió en Estados Unidos en una única temporada durante los años 1981 y 1982.
Sus historias están basadas libremente en los cómics de aquella época.

## Sinopsis
La serie presentaba al joven Peter Parker teniendo que equilibrar su lucha contra el crimen mediante su identidad alter ego, con sus responsabilidades como estudiante universitario, fotógrafo de medio tiempo para el Daily Bugle y cuidar de su anciana tía May Parker.

## Elenco
- Peter Parker
- May Parker
- J. Jonah Jameson
- Robbie Robertson
- Betty Brant

### Antagonistas
- Camaleón
- Buitre
- Lagarto
- Doctor Octopus
- Kraven el Cazador
- Mysterio
- Hombre de Arena
- Duende Verde
- Gata Negra
- Kingpin
- Silvermane
- Ringmaster
- Mago
- Hammerhead
- Cráneo Rojo
- Doctor Doom
- Magneto

### Invitados
- Capitán América
- Ka-Zar
- Medusa
- Namor
- Namorita

## Episodios
| N.º | Título                                                                            | Estreno                  |
| --- | --------------------------------------------------------------------------------- | ------------------------ |
| 1 | «Globos, globos, aceite y problemas» «Bubble, Bubble, Oil and Trouble»            | 12 de septiembre de 1981 |
| El Doctor Octopus planea robar el petróleo de todo el mundo con sus nuevos brazos mecánicos que tienen joyas incrustadas.                     |                                                                                   |                          |
| 2 | «Dr. Muerte, dueño del mundo» «Doctor Doom, Master of the World»                  | 19 de septiembre de 1981 |
| Doctor Doom le lava el cerebro a toda la asamblea de la ONU y es así como es proclamado soberano del mundo.                                   |                                                                                   |                          |
| 3 | «Lagartos, lagartos, por todas partes» «Lizards, Lizards, Everywhere»             | 26 de septiembre de 1981 |
| El héroe arácnido lucha contra el Lagarto en su intento de convertir Nueva York en un paraíso reptiliano.                                     |                                                                                   |                          |
| 4 | «La curiosidad mató al Hombre-Araña» «Curiosity Killed the Spider-Man»            | 3 de octubre de 1981     |
| La Gata Negra lanza un desafío al trepa-muros, mientras intenta robar un valioso artefacto.                                                   |                                                                                   |                          |
| 5 | «Llegó el Hombre de Arena» «The Sandman Is Coming»                                | 10 de octubre de 1981    |
| El Hombre de Arena se vuelve invencible después de absorber un polvo radiactivo del suelo de Marte.                                           |                                                                                   |                          |
| 6 | «Cuando Magneto habla... la gente escucha» «When Magneto Speaks... People Listen» | 17 de octubre de 1981    |
| Magneto somete a la Tierra y exige una gran suma dinero como rescate después de robar todos los satélites en órbita.                          |                                                                                   |                          |
| 7 | «El flautista de Nueva York» «The Pied Piper of New York Town»                    | 24 de octubre de 1981    |
| La música disco de Mysterio hipnotiza a los jóvenes de Nueva York para convertirlos en integrantes de su ejército personal.                   |                                                                                   |                          |
| 8 | «El destino del Doctor Muerte» «The Doctor Prescribes Doom»                       | 31 de octubre de 1981    |
| El Doctor Doom es elegido nuevo amo del mundo gracias a sus androides duplicados.                                                             |                                                                                   |                          |
| 9 | «Carnaval del crimen» «Carnival of Crime»                                         | 7 de noviembre de 1981   |
| El Hombre Araña debe desentrañar una serie de robos que resultan ser perpetrados por Ringmaster.                                              |                                                                                   |                          |
| 10 | «La venganza del Duende» «Revenge of the Green Goblin»                            | 14 de noviembre de 1981  |
| El Duende Verde ataca en una fiesta de disfraces de Halloween y descubre la verdadera identidad del Hombre-Araña.                             |                                                                                   |                          |
| 11 | «El triángulo de maldad» «Triangle of Evil»                                       | 21 de noviembre de 1981  |
| El trepa-muros es engañado para competir en un programa de televisión en contra del Vestuarista.                                              |                                                                                   |                          |
| 12 | «El A-B-C de la ruina» «The A-B-C's of D-O-O-M»                                   | 28 de noviembre de 1981  |
| Goron, un nuevo asociado de Doctor Doom, intenta poner en marcha todos los misiles nucleares en el mundo.                                     |                                                                                   |                          |
| 13 | «El cowboy ataca» «The Sidewinder Strikes»                                        | 5 de diciembre de 1981   |
| El héroe arácnido debe enfrentarse a un Vaquero Cyborg de alta tecnología en el rodeo en la ciudad.                                           |                                                                                   |                          |
| 14 | «El cazador y su presa» «The Hunter and the Hunted»                               | 12 de diciembre de 1981  |
| Ka-Zar llega a Nueva York después de que Kraven secuestrara a su compañero Zabu.                                                              |                                                                                   |                          |
| 15 | «El increíble Hombre-Araña» «The Incredible Shrinking Spider-Man»                 | 19 de diciembre de 1981  |
| El lanza-redes es reducido en tamaño por el Amo de los Trucos.                                                                                |                                                                                   |                          |
| 16 | «El misterioso Profesor Gizmo» «The Unfathomable Professor Gizmo»                 | 26 de diciembre de 1981  |
| El Profesor Gizmo atrae al Hombre-Araña para salvar un barco hundido que contiene un tesoro.                                                  |                                                                                   |                          |
| 17 | «Las normas de muerte» «Cannon of Doom»                                           | 2 de enero de 1982       |
| Un nuevo terremoto es creado por el cañón láser de Doctor Doom.                                                                               |                                                                                   |                          |
| 18 | «La captura del Capitán América» «The Capture of Captain America»                 | 9 de enero de 1982       |
| Cráneo Rojo secuestra al Capitán América y nuestro héroe arácnido lo sigue hasta su guarida.                                                  |                                                                                   |                          |
| 19 | «El reportaje de muerte» «The Doom Report»                                        | 16 de enero de 1982      |
| En esta aventura el trepa-muros se une a la resistencia Latveriana para intentar derrocar a Doctor Doom.                                      |                                                                                   |                          |
| 20 | «La red de Nephila» «The Web of Nephilia»                                         | 23 de enero de 1982      |
| Al tratar de duplicar los poderes del Hombre-Araña, un científico se convierte en una criatura mitad-hombre, mitad-araña.                     |                                                                                   |                          |
| 21 | «La cuenta atrás de muerte» «Countdown to Doom»                                   | 30 de enero de 1982      |
| Doctor Doom logra controlar la Tierra después de haberla trasladado fuera de órbita.                                                          |                                                                                   |                          |
| 22 | «Arsénico y la tía May» «Arsenic and Aunt May»                                    | 6 de febrero de 1982     |
| El Camaleón se hace pasar por el espíritu del tío Ben para confundir a la Tía May y hacerle creer que el Hombre-Araña fue su asesino.         |                                                                                   |                          |
| 23 | «El Buitre ha llegado» «The Vulture Has Landed»                                   | 13 de febrero de 1982    |
| El Buitre secuestra a un grupo de científicos para ayudarle a robar una sonda espacial.                                                       |                                                                                   |                          |
| 24 | «La ira de Namor» «Wrath of the Sub-Mariner»                                      | 20 de febrero de 1982    |
| La contaminación de Kingpin enoja a Namor, que lo conduce hasta la ciudad a enfrentarse con él.                                               |                                                                                   |                          |
| 25 | «El retorno de Kingpin» «The Return of the Kingpin»                               | 27 de febrero de 1982    |
| Kingpin engaña a toda New York haciéndoles creer que el Hombre-Araña es el ladrón que azota a la ciudad con sus robos en los últimos tiempos. |                                                                                   |                          |
| 26 | «Bajo el dominio del Mago» «Under the Wizard’s Spell»                             | 6 de marzo de 1982       |
| El trepa-muros intenta liberar a Medusa de la influencia del Mago.                                                                            |                                                                                   |                          |

## Producción

### Trasfondo
Esta serie fue creada para lanzar Marvel Productions, sucesor de DePatie–Freleng Enterprises, que había producido previamente las series animadas New Fantastic Four (1978) y Spider-Woman (1979) (donde Spider-Man tuvo dos apariciones cameo).

### Diseños de personajes
El diseño de personajes para Peter Parker (así como otros personajes secundarios, entre ellos la tía May y J. Jonah Jameson) también fue bastante fiel a los cómics de su época más reciente e imitaba las ilustraciones de John Romita Sr. del joven héroe Spider-Man en sus aventuras de tira de periódico de la década de 1970. Debido a las limitaciones de la red televisiva y las demandas de los padres, a los personajes como Spider-Man no se les permitió cerrar el puño para golpear a un adversario, pero los creadores del programa lograron sobrellevar estos impedimentos con un enfoque en la acción y una animación relativamente fluida.
Al igual que la tira de periódico sobre Spider-Man de finales de la década de 1970, el diseño del personaje de Peter Parker se deshizo del corte de cabello que lucía durante la década de 1960 cambiándolo por un peinado más moderno acorde a esta otra época, con el que este personaje continuó siendo retratado hasta la década de 1980 y principios de 1990.
Igualmente; Parker abandonó su traje civil conservador con corbata de sus primeros cómics de la década de 1960 y las series animadas anteriores, en favor de los pantalones de lino azul oscuro de piernas rectas; combinado con una chaqueta azul turquesa/azul claro sobre un cuello de cisne amarillo (aunque con poca frecuencia usaba una camisa con botones en la serie y se ponía una corbata para la llegada del presidente al aeropuerto de la ciudad de Nueva York en el episodio Doctor Doom, maestro del mundo). Stan Lee comentó una vez que John Romita Sr. a menudo dibujaba a Parker vistiendo con cuello de cisne en lugar de una camisa con cuello holgado, ya que este sentía que sería algo mejor para poder ocultar su traje de Spider-Man, que siempre usaba debajo de su ropa de calle.
La máscara de Peter estaba conectada a su disfraz en la parte posterior del cuello, casi como una capucha, que se pondría sobre su cabeza cuando se convirtiera en Spider-Man.
- Datos: Q1157151